# Длъгнестолистен тъжник
Длъгнестолистният тъжник (Spiraea media) е храст от семейство розови висок до 2 m. Клонките в горните части са леко извити надолу, а листата са два вида: по цветоносните клонки са целокрайни, а по останалите – назъбени на върха. Цветовете са бели и дребни, събрани по 20 и повече в кълбести съцветия. В България се среща в долния и среден пояс до височина 2000 m.